# Chioma Umeala
Chioma Antoinette Umeala (Johannesburg, 17 luglio 1996) è una modella, ballerina e attrice nigeriana con cittadinanza sudafricana.

## Biografia
Chioma Umeala è nata a Johannesburg, in Sudafrica, da una famiglia di origini nigeriane. Appassionatasi alla recitazione durante il liceo, si è diplomata presso la South African Film Media and Live Performance School nel 2017 e presso l'Indigo View Academy for Advanced Actors nel 2018,  per poi iniziare la carriera di attrice.
Dopo aver preso parte a vari progetti studenteschi, dal 2020 al 2021 ha partecipato alla serie Isono nel ruolo di Ayo Makinde, la figlia del pastore che inizia una relazione sentimentale con Gabriel Ndlovu, uno dei protagonisti, interpretato da Bohang Moeko. In questo stesso periodo ha svolto un servizio fotografico con Reze Bonna, le cui foto sono state pubblicate su Vogue Italia, GQ - Gentlemen's Quarterly e Architectural Digest.
A giugno 2022 viene annunciato il suo ingresso nel cast della serie Netflix One Piece nel ruolo di Nojiko, la sorella adottiva di Nami, interpretata da Emily Rudd. Nel 2022 è apparsa in un ruolo minore in The Woman King.

## Filmografia

### Cinema
- The First Last Tour, regia di David Kau (2022)
- The Woman King, regia di Gina Prince-Bythewood (2022)
- Mr. Morfina, regia di Dan Berk e Robert Olsen (2023)

### Televisione
- Isono - serie TV, 19 episodi (2020-2021)
- One Piece - serie TV, 2 episodi (2023)

## Doppiatrici italiane
Nelle versioni in italiano delle opere in cui ha recitato, Chioma Umeala è stata doppiata da:
- Federica Simonelli in One Piece